# Dave Darell
Dave Darell est un disc jockey et producteur allemand de musique électronique.
De son vrai nom Robin Brandes, il est surtout réputé pour son projet principal Rob Mayth dans le monde du Handsup.

## Productions
- Dave Darell and DJ-Dovic - Children
- Dave Darell - Freeloader
- Dave Darell ft. Hardy Hard - Silver Surfer
- Hi:Fi vs. Dave Darell DJ-Dovic - Flash 2.9
- Spencer & Hill vs. Dave Darell - Its A Smash
- Dave Darell - I Just Wanna Live

## Remixes
- Sol Noir - Superstring (Dave Darell Remix)
- Deadmau5 ft. Kaskade - Move For Me (Dave Darell Remix)
- Tocadisco - Way Of Love (Dave Darell Remix)
- Paul van Dyk - For an Angel '09 (Dave Darell Remix)
- Bad Habit Boys - Weekend '09 (Dave Darell Remix)
- Klingenberg - T! (Dave Darell Remix)
- Klingenberg - T! (Dub Darell Remix)
- BT - Suddenly (Dave Darell Vocal Remix)
- 4 Strings - Take Me Away (Dave Darell Remix)
- 4 Strings - Take Me Away (Dub Darell Remix)
- Liz Kay - Your Not Alone 2k9 (Dave Darell Remix)
- Scotty - Black Pearl (Dave Darell Remix)
- Manian - Turn The Tide 2k8 (Dave Darell Remix)
- Stereo Palma - Dreamin (Dave Darell Remix)
- 1plus1 - Off The Wall (Dave Darell Remix)